# Curry (fűszer)
A curry por egy határozott ízű, élénksárga színű fűszerkeverék.
A curry port már több mint 4000 éve használják, fő összetevői a gyömbér, a fokhagyma, az édeskömény, a szerecsendió, a fűszerkömény, a koriander, a kardamom, a fahéj és a kurkuma.
Felhasználják mártások, húsok, halak, tojásos, paradicsomos, rizses ételek készítéséhez.
Nyugaton a „curry” szó említésekor többnyire nem a sárga fűszerporra, hanem különböző fűszerek kombinációival készített szószos indiai fogásokra utalnak.
A mediterráneumban őshonos curry-fű nevű örökzöld, évelő őszirózsaféle (olasz szalmagyopár, Helichrysum italicum) csak curryre emlékeztető erős illata miatt kapta az elnevezését, de valójában semmi köze sincs se az indiai szószos ételekhez, se a curry porhoz.

## Fordítás
- Ez a szócikk részben vagy egészben  a   Curry powder című angol Wikipédia-szócikk ezen változatának fordításán alapul.  Az eredeti cikk szerkesztőit annak laptörténete sorolja fel. Ez a jelzés csupán a megfogalmazás eredetét és a szerzői jogokat jelzi, nem szolgál a cikkben szereplő információk forrásmegjelöléseként.